# .300 AAC Blackout
El .300 AAC Blackout (designado como 300 BLK por SAAMI y 300 AAC Blackout por CIP ), es también nombrado como el 7,62 × 35 mm, el cual es clasificado como un cartucho intermedio desarrollado en los Estados Unidos por Advanced Armament Corporation ( AAC) para su uso en la carabina M4 . 
La ventaja que ofrece el .300 Blackout se resume en un buen rendimiento en cañones más cortos y al ser subsónico, es eficaz para el uso de silenciadores, en comparación con el 5,56 mm OTAN . El .300 AAC Blackout también permite usar cargadores y componentes estándar similares a los del 5,56 mm OTAN con la excepción del cañón.

## Historia
Si bien 5,56 × 45 mm ha tenido una amplia aceptación en los círculos militares, la necesidad de ciertos grupos de operaciones especiales a menudo exige una opción subsónica con mayor rendimiento que el 9 × 19 mm Parabellum.
Para satisfacer esta demanda, AAC desarrolló el .300 AAC Blackout en cooperación con Remington Defense, para ser utilizados en el M4. Colt Firearms y otros fabricantes de armas habían equipado previamente rifles y carabinas con diseño AR otros cartuchos de calibre .30, pero encontraron problemas. También se necesitaron pernos modificados debido al mayor diámetro de la cabeza de la caja. Las balas como la 6.8 SPC y la 6.5 Grendel tenían problemas similares de intercambiabilidad de piezas, pero permitían el uso del cargador estándar M4/M16 de 30 balas, aunque con una capacidad reducida.

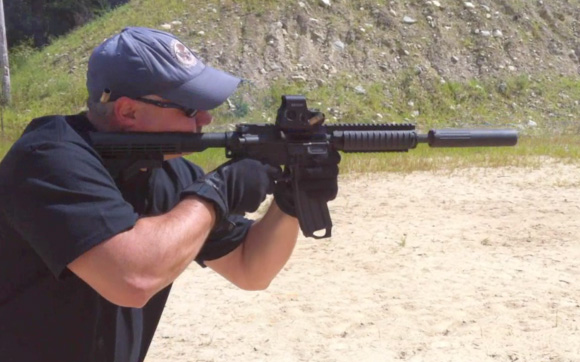
Carabina M4 recamarada en .300 Blackout con silenciador

Los cartuchos Wildcat, como los .300 Whisper, abordaron estos problemas, pero su uso generalizado en pistolas de un solo disparo y la falta de dimensiones de cartucho estándar de la industria significaron que una gran cantidad de las cargas populares tanto en el extremo supersónico como subsónico del espectro eran menos que ideal en las armas de patrón AR. Muchas de estas rondas requerían una longitud total de cartucho excesivamente larga que prohibiría la alimentación en un cargador STANAG mientras se usaban cargas de pólvora que no eran compatibles con los requisitos de presión de la carabina M4. Esto era particularmente notable cuando se usaba munición subsónica junto con un supresor, ya que se producían golpes cortos y suciedad excesiva, similar a lo que se observó en las primeras variantes del M16 en Vietnam.

## Uso militar

### Países Bajos
En julio de 2015, la Organización de Material de Defensa de los Países Bajos emitió una licitación para adquirir 195 carabinas recamaradas en 300 BLK para la Fuerza de Operaciones Marítimas Especiales de los Países Bajos (NL-MARSOF). La intención era comprar cartuchos frangibles de bala encamisada, subsónicos y sin plomo, lo que representa la primera adopción militar formal del .300 AAC Blackout. En diciembre de 2016, la NL-MARSOF adquirió 195 carabinas SIG MCX con supresión integral equipadas con una nueva culata plegable, desarrollada para su uso con cascos con visera balística, con recámara en .300 AAC Blackout, convirtiéndose en el primer usuario militar del cartucho conocido públicamente.

### Reino Unido
El 14 de julio de 2017, el Ministerio de Defensa del Reino Unido publicó una licitación para un contrato de cinco años (más cinco años opcionales) para suministrar munición supersónica y subsónica para armas pequeñas .300 Blackout. También se destacó el hecho de que este tipo de munición ya estaba en uso.

### Estados Unidos
En mayo de 2022, el Comando de Operaciones Especiales de los Estados Unidos seleccionó a Sig Sauer para entregar su arma de defensa personal MCX Rattler, la cual puede ser recamarada tanto para el 5.56 NATO como en .300 Blackout. Con una longitud de cañón de 5.5 en (140 mm), el .300 Blackout permite al Rattler disparar una bala potente y al mismo tiempo ser compacto.

## Rendimiento

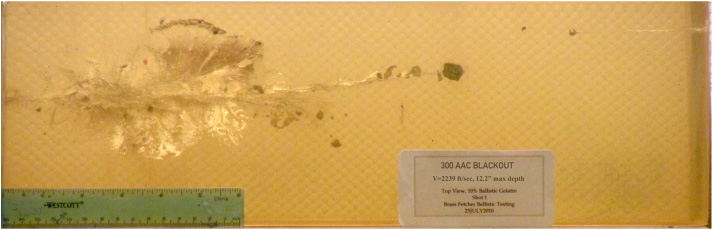
Ejemplo de un disparo Blackout de .300 AAC en un bloque de gel

- El 300 AAC Blackout fue diseñado para alcanzar energías similares a las del calibre soviético de 7,62 × 39 mm en un AR-15 mientras usa cargadores AR estándar a su máxima capacidad. La conicidad del cartucho soviético 7.62 impedía una alimentación fiable en los cargadores AR y generaba desgaste en el cerrojo. Disparada desde el cañón de 14,5 pulgadas (370 mm) de la carabina M4, la bala M855 de 5,56 × 45 mm tiene un alcance efectivo al objetivo de 500 metros. La bala tiene una caída, deriva y pérdida de energía significativas a esa distancia. Desde un cañón de 16 pulgadas (410 mm), una bala .300 BLK de 125 gr (8,1 g) tiene una velocidad más baja y una caída y deriva de bala similar a distancias más cortas. Sin embargo, tiene la misma cantidad de energía a 700 metros que la M855 a 500 metros. En términos de probabilidad de acierto, la Blackout tiene un alcance efectivo de 460 metros. Con un cañón de 230 mm (9 pulgadas), el proyectil BLK de 125 grains tiene la misma energía en boca que la M855 del M4 y un 5 por ciento más de energía a 440 metros. En comparación con las balas de 7,62 × 39 mm, las balas .300 BLK con cargas variables tienen mejores coeficientes balísticos y más energía con cañones de longitud similar. La munición 300 BLK, como la Barnes TAC de 110 grains, tienen un rendimiento de «perforadora», siendo capaces de penetrar a varios centímetros en diferentes objetivos duros. El 300 BLK permite al usuario tener un arma de fuego con la capacidad de cambiar entre munición subsónica, supersónica VMAX o munición «perforadora», todo con solo cambiar un cargador. Es capaz de reemplazar al  MP5 para combates cuerpo a cuerpo y, con solo un cambio de cargador, lleva el combate a distancias más largas, superando a la carabina M4. [cita requerida] El cartucho calibre .30 tiene un aumento del 89,1 por ciento en el área de la bala frente al de 5,56 × 45 mm, por lo que produce una herida con cavidad mayor en tejidos blandos. También penetra más profundamente e inicialmente vira más rápido. Las balas del 300 BLK son eficaces incluso en el caso de usarse con cañones tan cortos como con 4,5 pulgadas (110 mm). Las armas recamaradas para esta munición pueden ser tan livianas, compactas y silenciosas, cuando usan supresor, como los subfusiles compactos como el HK MP5 de 9 × 19 mm, la FN P90 de 5,7 × 28 mm o la MP7 de 4,6 × 30 mm, al tiempo que mantienen más energía y precisión a mayor alcance.